# Campeonato Mundial Júnior de Patinação Artística no Gelo de 2003

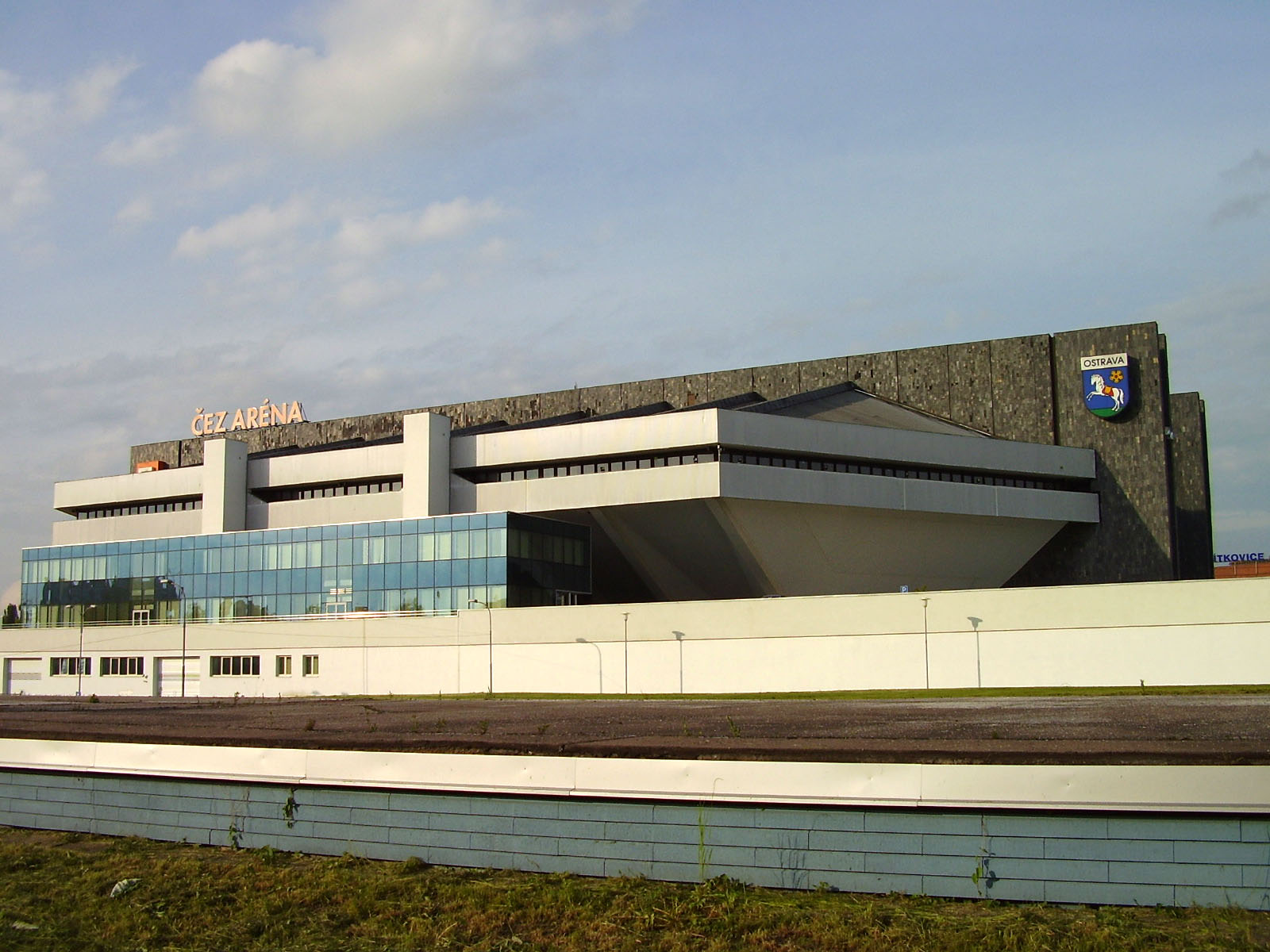
A Arena ČEZ em Ostrava, anteriormente conhecida como Palác kultury a sportu

O Campeonato Mundial Júnior de Patinação Artística no Gelo de 2003 foi a vigésima oitava edição do Campeonato Mundial Júnior de Patinação Artística no Gelo, um evento anual de patinação artística no gelo organizado pela União Internacional de Patinação (em inglês:  International Skating Union) onde os patinadores artísticos competem pelo título de campeão mundial júnior. A competição foi disputada entre os dias 24 de fevereiro e 2 de março, na cidade de Ostrava, República Tcheca.

## Eventos
- Individual masculino
- Individual feminino
- Duplas
- Dança no gelo

## Medalhistas
| Evento                        | Ouro                                     | Prata                                 | Bronze                                          |
| Individual masculino detalhes | Alexander Shubin · Rússia                | Evan Lysacek · Estados Unidos         | Alban Préaubert · França                        |
| Individual feminino detalhes  | Yukina Ota · Japão                       | Miki Ando · Japão                     | Carolina Kostner · Itália                       |
| Duplas detalhes               | Zhang Dan · Zhang Hao · China            | Ding Yang · Ren Zongfei · China       | Jennifer Don · Jonathon Hunt · Estados Unidos   |
| Dança no gelo detalhes        | Oksana Domnina · Maxim Shabalin · Rússia | Nóra Hoffmann · Attila Elek · Hungria | Elena Romanovskaya · Alexander Grachev · Rússia |

## Resultados

### Individual masculino
| Pos.                                                  | Nome                | Nacionalidade    | Pontos | QA | QB | PC | PL |
| ----------------------------------------------------- | ------------------- | ---------------- | ------ | -- | -- | -- | -- |
| Medalha de ouro                                       | Alexander Shubin    | Rússia           | 3.2    |    | 1  | 3  | 1  |
| Medalha de prata                                      | Evan Lysacek        | Estados Unidos   | 3.4    |    | 2  | 1  | 2  |
| Medalha de bronze                                     | Alban Préaubert     | França           | 6.6    |    | 3  | 4  | 3  |
| 4                                                     | Kazumi Kishimoto    | Japão            | 8.0    | 1  |    | 6  | 4  |
| 5                                                     | Sergei Dobrin       | Rússia           | 8.8    | 4  |    | 2  | 6  |
| 6                                                     | Shawn Sawyer        | Canadá           | 10.6   | 2  |    | 8  | 5  |
| 7                                                     | Anton Kovalevski    | Ucrânia          | 12.6   |    | 4  | 5  | 8  |
| 8                                                     | Wu Jialiang         | China            | 14.4   |    | 5  | 9  | 7  |
| 9                                                     | Daniel D'inca       | Itália           | 17.0   |    | 7  | 7  | 10 |
| 10                                                    | Damien Djordjevic   | França           | 18.0   |    | 6  | 11 | 9  |
| 11                                                    | Martin Liebers      | Alemanha         | 20.2   | 3  |    | 10 | 13 |
| 12                                                    | Ryo Shibata         | Japão            | 21.2   | 5  |    | 12 | 12 |
| 13                                                    | Ken Rose            | Canadá           | 21.6   | 7  |    | 13 | 11 |
| 14                                                    | Yannick Ponsero     | França           | 27.2   | 6  |    | 18 | 14 |
| 15                                                    | Mikko Minkkinen     | Finlândia        | 28.8   | 12 |    | 15 | 15 |
| 16                                                    | Sergei Shiliaev     | Bielorrússia     | 29.0   |    | 9  | 14 | 17 |
| 17                                                    | Tomáš Janečko       | República Tcheca | 31.6   | 9  |    | 20 | 16 |
| 18                                                    | Yi Rui              | China            | 31.6   | 10 |    | 16 | 18 |
| 19                                                    | Adrian Schultheiss  | Suécia           | 34.4   |    | 13 | 17 | 19 |
| 20                                                    | Andrei Dobrokhodov  | Azerbaijão       | 36.2   |    | 12 | 19 | 20 |
| 21                                                    | Lee Dong-Whun       | Coreia do Sul    | 39.2   | 8  |    | 25 | 21 |
| 22                                                    | Hirokazu Kobayashi  | Japão            | 39.8   |    | 8  | 21 | 24 |
| 23                                                    | Przemysław Domański | Polônia          | 41.4   |    | 14 | 23 | 22 |
| 24                                                    | Ivan Kinčík         | Eslováquia       | 41.8   | 14 |    | 22 | 23 |
| Não avançaram para a patinação livre / programa longo |                     |                  |        |    |    |    |    |
| 25                                                    | Damjan Ostojič      | Eslovênia        | —      | 15 |    | 24 |    |
| 26                                                    | Sergei Kotov        | Israel           | —      | 11 |    | 27 |    |
| 27                                                    | Ma Yingdi           | China            | —      |    | 10 | 28 |    |
| 28                                                    | Luka Čadež          | Eslovênia        | —      |    | 14 | 26 |    |
| 29                                                    | Matthew Wilkinson   | Reino Unido      | —      |    | 11 | 30 |    |
| 30                                                    | Juan Legaz          | Espanha          | —      | 13 |    | 29 |    |
| Não avançaram para o programa curto                   |                     |                  |        |    |    |    |    |
| 31                                                    | Michael Chrolenko   | Noruega          | —      | 16 |    |    |    |
| 31                                                    | Bertalan Zakany     | Hungria          | —      |    | 16 |    |    |
| 33                                                    | Adrian Matei        | Romênia          | —      |    | 17 |    |    |
| 33                                                    | Alper Uçar          | Turquia          | —      | 17 |    |    |    |
| 35                                                    | Dmitri Antoni       | Estônia          | —      |    | 18 |    |    |
| 35                                                    | Sean Carlow         | Austrália        | —      | 18 |    |    |    |
| 37                                                    | Edward Ka-Yin Chow  | Hong Kong        | —      | 19 |    |    |    |
| 37                                                    | Tomas Katukevicius  | Lituânia         | —      |    | 19 |    |    |
| 39                                                    | Konrad Giering      | África do Sul    | —      |    | 20 |    |    |
| 39                                                    | Jamal Othman        | Suíça            | —      | 20 |    |    |    |
| 41                                                    | Marc Casal          | Andorra          | —      | 21 |    |    |    |
| 41                                                    | Tristan Thode       | Nova Zelândia    | —      |    | 21 |    |    |
| 43                                                    | Peter Lee           | Taipé Chinesa    | —      |    | 22 |    |    |
| 43                                                    | Miguel Angel Moyron | México           | —      | 22 |    |    |    |
| 45                                                    | Gegham Vardanyan    | Armênia          | —      |    | 23 |    |    |
| WD                                                    | Parker Pennington   | Estados Unidos   | —      | WD |    |    |    |

### Individual feminino
| Pos.                                                  | Nome                     | Nacionalidade        | Pontos | QA | QB | PC | PL |
| ----------------------------------------------------- | ------------------------ | -------------------- | ------ | -- | -- | -- | -- |
| Medalha de ouro                                       | Yukina Ota               | Japão                | 2.6    | 1  |    | 2  | 1  |
| Medalha de prata                                      | Miki Ando                | Japão                | 5.0    |    | 3  | 3  | 2  |
| Medalha de bronze                                     | Carolina Kostner         | Itália               | 6.0    |    | 1  | 1  | 5  |
| 4                                                     | Mai Asada                | Japão                | 8.0    |    | 2  | 7  | 3  |
| 5                                                     | Ye Bin Mok               | Estados Unidos       | 9.8    | 2  |    | 5  | 6  |
| 6                                                     | Beatrisa Liang           | Estados Unidos       | 11.2   | 3  |    | 10 | 4  |
| 7                                                     | Xu Binshu                | China                | 13.6   |    | 5  | 6  | 8  |
| 8                                                     | Lina Johansson           | Suécia               | 14.0   |    | 4  | 9  | 7  |
| 9                                                     | Kristina Oblasova        | Rússia               | 14.4   | 5  |    | 4  | 10 |
| 10                                                    | Louann Donovan           | Estados Unidos       | 18.0   |    | 6  | 11 | 9  |
| 11                                                    | Jenna McCorkell          | Reino Unido          | 21.8   |    | 10 | 8  | 13 |
| 12                                                    | Viktória Pavuk           | Hungria              | 22.0   | 8  |    | 13 | 11 |
| 13                                                    | Meghan Duhamel           | Canadá               | 23.6   |    | 11 | 12 | 12 |
| 14                                                    | Candice Didier           | França               | 27.8   | 7  |    | 15 | 16 |
| 15                                                    | Olga Naidenova           | Rússia               | 28.6   |    | 8  | 19 | 14 |
| 16                                                    | Signe Ronka              | Canadá               | 28.6   | 4  |    | 20 | 15 |
| 17                                                    | Amanda Billings          | Canadá               | 30.0   | 6  |    | 16 | 18 |
| 18                                                    | Choi Ji Eun              | Coreia do Sul        | 30.6   |    | 13 | 14 | 17 |
| 19                                                    | Kiira Korpi              | Finlândia            | 33.0   |    | 7  | 17 | 20 |
| 20                                                    | Giorgia Carrossa         | Itália               | 35.8   | 10 |    | 18 | 21 |
| 21                                                    | Sara Falotico            | Bélgica              | 36.0   | 11 |    | 21 | 19 |
| 22                                                    | Evgenia Melnik           | Bielorrússia         | 40.8   |    | 14 | 22 | 22 |
| 23                                                    | Irina Lukianenko         | Ucrânia              | 41.6   | 9  |    | 25 | 23 |
| 24                                                    | Gintarė Vostrecovaitė    | Lituânia             | 42.6   |    | 12 | 23 | 24 |
| 25                                                    | Veronika Benesova        | República Tcheca     | 48.2   |    | 16 | 28 | 25 |
| Não avançaram para a patinação livre / programa longo |                          |                      |        |    |    |    |    |
| 26                                                    | Katharina Häcker         | Alemanha             | —      |    | 9  | 27 |    |
| 27                                                    | Anja Bratec              | Eslovênia            | —      | 14 |    | 24 |    |
| 28                                                    | Simona Ocelkova          | Eslováquia           | —      |    | 15 | 26 |    |
| 29                                                    | Viviane Käser            | Suíça                | —      | 12 |    | 29 |    |
| 30                                                    | Laura Fernandez          | Espanha              | —      | 13 |    | 31 |    |
| 31                                                    | Joelle Bastiaans         | Países Baixos        | —      | 15 |    | 30 |    |
| Não avançaram para o programa curto                   |                          |                      |        |    |    |    |    |
| 32                                                    | Jennifer LeGuilloux      | Áustria              | —      | 16 |    |    |    |
| 32                                                    | Fleur Maxwell            | Luxemburgo           | —      | 16 |    |    |    |
| 34                                                    | Jenna-Anne Buys          | África do Sul        | —      |    | 17 |    |    |
| 35                                                    | Željka Krizmanić         | Croácia              | —      | 18 |    |    |    |
| 35                                                    | Magdalena Leska          | Polônia              | —      |    | 18 |    |    |
| 37                                                    | Ana Cecilia Cantu        | México               | —      |    | 19 |    |    |
| 37                                                    | Jekaterina Frolova       | Estônia              | —      | 19 |    |    |    |
| 39                                                    | Simona Punga             | Romênia              | —      | 20 |    |    |    |
| 39                                                    | Sonia Radeva             | Bulgária             | —      |    | 20 |    |    |
| 41                                                    | Emilia Ahsan             | Austrália            | —      | 21 |    |    |    |
| 41                                                    | Milessandre Fuentes      | Andorra              | —      |    | 21 |    |    |
| 43                                                    | Beril Bektas             | Turquia              | —      |    | 22 |    |    |
| 43                                                    | Elena Kovalova           | Letônia              | —      | 22 |    |    |    |
| 45                                                    | Maria Mastrogiannopoulou | Grécia               | —      | 23 |    |    |    |
| 45                                                    | Keren Shua Haim          | Israel               | —      |    | 23 |    |    |
| 47                                                    | Alix-Myra Anderson       | Austrália            | —      |    | 24 |    |    |
| 47                                                    | Nina Bates               | Bósnia e Herzegovina | —      | 24 |    |    |    |
| WD                                                    | Kristel Popovic          | Sérvia e Montenegro  | —      | WD |    |    |    |

### Duplas
| Pos.              | Nome                                  | Nacionalidade    | Pontos | PC | PL |
| ----------------- | ------------------------------------- | ---------------- | ------ | -- | -- |
| Medalha de ouro   | Zhang Dan / Zhang Hao                 | China            | 1.5    | 1  | 1  |
| Medalha de prata  | Ding Yang / Ren Zongfei               | China            | 3.5    | 3  | 2  |
| Medalha de bronze | Jennifer Don / Jonathon Hunt          | Estados Unidos   | 5.5    | 5  | 3  |
| 4                 | Maria Mukhortova / Pavel Lebedev      | Rússia           | 6.0    | 4  | 4  |
| 5                 | Julia Karbovskaya / Sergei Slavnov    | Rússia           | 6.0    | 2  | 5  |
| 6                 | Carla Montgomery / Ryan Arnold        | Canadá           | 10.0   | 8  | 6  |
| 7                 | Tatiana Volosozhar / Petro Kharchenko | Ucrânia          | 10.0   | 6  | 7  |
| 8                 | Kristen Roth / Michael McPherson      | Estados Unidos   | 11.5   | 7  | 8  |
| 9                 | Jessica Dubé / Samuel Tetrault        | Canadá           | 15.0   | 12 | 9  |
| 10                | Brittany Vise / Nicolas Kole          | Estados Unidos   | 15.5   | 11 | 10 |
| 11                | Veronika Havlíčková / Karel Štefl     | República Tcheca | 16.0   | 10 | 11 |
| 12                | Julia Beloglazova / Andrei Bekh       | Ucrânia          | 16.5   | 9  | 12 |
| 13                | Rebecca Handke / Daniel Wende         | Alemanha         | 20.0   | 14 | 13 |
| 14                | Marylin Pla / Yannick Bonheur         | França           | 20.5   | 13 | 14 |
| 15                | Diana Rennik / Aleksei Saks           | Estônia          | 22.5   | 15 | 15 |
| 16                | Rumiana Spassova / Staminir Todorov   | Bulgária         | 24.0   | 16 | 16 |
| 17                | Joanna Dusik / Patryk Szałaśny        | Polônia          | 25.5   | 17 | 17 |
| 18                | Ludmila Vesiolaia / Alexei Vesioli    | Letônia          | 27.0   | 18 | 18 |
| WD                | Tatiana Kokareva / Egor Golovkin      | Rússia           | —      | WD |    |

### Dança no gelo
| Pos.                             | Nome                                     | Nacionalidade    | Pontos | DC1B | DC1B | DC1A | DC1A | DO | DL |
| -------------------------------- | ---------------------------------------- | ---------------- | ------ | ---- | ---- | ---- | ---- | -- | -- |
| Medalha de ouro                  | Oksana Domnina / Maxim Shabalin          | Rússia           | 2.0    | 1    | 1    |      |      | 1  | 1  |
| Medalha de prata                 | Nóra Hoffmann / Attila Elek              | Hungria          | 4.0    | 2    | 2    |      |      | 2  | 2  |
| Medalha de bronze                | Elena Romanovskaya / Alexander Grachev   | Rússia           | 5.6    |      |      | 2    | 2    | 3  | 3  |
| 4                                | Loren Galler-Rabinowitz / David Mitchell | Estados Unidos   | 6.8    |      |      | 1    | 1    | 4  | 4  |
| 5                                | Christina Beier / William Beier          | Alemanha         | 10.2   | 3    | 3    |      |      | 5  | 6  |
| 6                                | Natalia Mikhailova / Arkadi Sergeev      | Rússia           | 10.4   |      |      | 4    | 5    | 6  | 5  |
| 7                                | Mariana Kozlova / Sergei Baranov         | Ucrânia          | 13.0   | 4    | 5    |      |      | 7  | 7  |
| 8                                | Alexandra Zaretski / Roman Zaretski      | Israel           | 15.2   | 5    | 4    |      |      | 9  | 8  |
| 9                                | Alessia Aureli / Andrea Vaturi           | Itália           | 16.0   |      |      | 3    | 3    | 8  | 10 |
| 10                               | Melissa Piperno / Liam Dougherty         | Canadá           | 17.2   |      |      | 7    | 4    | 10 | 9  |
| 11                               | Morgan Matthews / Maxim Zavozin          | Estados Unidos   | 20.0   | 6    | 6    |      |      | 11 | 11 |
| 12                               | Kirsten Frisch / Brent Bommentre         | Estados Unidos   | 21.6   |      |      | 6    | 6    | 12 | 12 |
| 13                               | Petra Pachlova / Petr Knoth              | República Tcheca | 23.2   |      |      | 5    | 7    | 13 | 13 |
| 14                               | Myriam Trividic / Gregory Soler          | França           | 25.2   | 7    | 7    |      |      | 14 | 14 |
| 15                               | Anna Zadorozhniuk / Sergei Verbilo       | Ucrânia          | 27.4   |      |      | 8    | 9    | 15 | 15 |
| 16                               | Barbara Herzog / Dmitri Matsijuk         | Áustria          | 29.6   |      |      | 9    | 11   | 16 | 16 |
| 17                               | Marina Timofeieva / Evgeni Striganov     | Estônia          | 30.8   |      |      | 10   | 8    | 17 | 17 |
| 18                               | Yu Xiaoyang / Wang Chen                  | China            | 32.6   | 8    | 11   |      |      | 18 | 18 |
| 19                               | Candice Towler-Green / James Phillipson  | Reino Unido      | 34.6   | 9    | 9    |      |      | 20 | 19 |
| 20                               | Anna Cappellini / Matteo Zanni           | Itália           | 36.0   |      |      | 11   | 12   | 19 | 20 |
| 21                               | Daniela Keller / Fabian Keller           | Suíça            | 37.4   | 11   | 8    |      |      | 21 | 21 |
| 22                               | Floriane Rokia / Damien Biancotto        | França           | 41.2   |      |      | 12   | 10   | 23 | 23 |
| 23                               | Zsuzsanna Nagy / György Elek             | Hungria          | 41.2   | 10   | 10   |      |      | 22 | 24 |
| 24                               | Judith Haunstetter / Arne Hoenlein       | Alemanha         | 41.6   |      |      | 13   | 13   | 24 | 22 |
| Não avançaram para a dança livre |                                          |                  |        |      |      |      |      |    |    |
| 25                               | Anna Galcheniuk / Alexander Cherniaev    | Bielorrússia     | —      | 12   | 12   |      |      | 25 |    |
| 26                               | Paulina Urban / Marcin Trębacki          | Polônia          | —      | 13   | 13   |      |      | 26 |    |
| 27                               | Kim Hey Min / Kim Min Woo                | Coreia do Sul    | —      |      |      | 14   | 14   | 27 |    |
| 28                               | Tiffany Jones / Daniel O'Hanlon          | África do Sul    | —      | 14   | 14   |      |      | 28 |    |

## Quadro de medalhas
| Ordem | País           | Medalha de ouro | Medalha de prata | Medalha de bronze |    | Ordem por total |
| ----- | -------------- | --------------- | ---------------- | ----------------- | -- | --------------- |
| 1     | Rússia         | 2               |                  | 1                 | 3  | 1               |
| 2     | China          | 1               | 1                |                   | 2  | 2               |
| 2     | Japão          | 1               | 1                |                   | 2  | 2               |
| 4     | Estados Unidos |                 | 1                | 1                 | 2  | 2               |
| 5     | Itália         |                 | 1                |                   | 1  | 5               |
| 6     | França         |                 |                  | 1                 | 1  | 5               |
| 6     | Hungria        |                 |                  | 1                 | 1  | 5               |
| TOTAL | TOTAL          | 4               | 4                | 4                 | 12 | —               |